# 不完美的正義
是一部於2019年上映的美國法律劇情片，由德斯汀·丹尼爾·克雷頓執導並與安德魯·蘭哈姆（Andrew Lanham）共同編劇，其主演包括傑米·福克斯、羅伯·摩根、提姆·別克·尼爾森、瑞夫·史波及布麗·拉森。該片改編自布萊恩·史蒂文森著作的《不完美的正義：司法審判中的苦難與救贖》（Just Mercy: A Story of Justice and Redemption）一書，主要描述華特·麥米蘭的真實故事，他在年輕的辯護律師史蒂文森的幫助下面對他的謀殺罪。
該片2019年9月6日在多倫多國際影展上舉行全球首映，2019年12月25日在美國上映，由華納兄弟發行。

## 劇情
故事敘述一個強力且發人深省的真實事件，主要圍繞於年輕的律師布萊恩·史蒂文森和自己堅守正義的一場歷史爭奪戰。從哈佛大學畢業後，布萊恩本可選擇一份好工作，但他卻反而前往阿拉巴馬州的追求平等司法正義法扶中心，在當地倡導者伊娃·安斯利的支持下為那些被誤判的嫌犯辯護。他的首件也是最具煽動性的案件之一是華特·麥米蘭，雖然有許多不在場證據證明他是無辜，以及他唯一的證詞是來自一個害怕火燒遭到檢警逼供威脅關進死囚牢房而有謊言動機偽造證詞的罪犯，但華特仍因被控謀殺一名18歲女孩於1987年被判死刑。在接下來的幾年中，布萊恩捲入了一場迷宮般的法律和政治操弄，以及公開且毫不掩飾的種族主義之中，只因他為華特和其他像他這樣的人奮鬥。

## 演員
- 麥可·B·喬丹飾演布萊恩·史蒂文森
- 傑米·福克斯飾演華特·麥米蘭
- 布麗·拉森飾演伊娃·安斯利（Eva Ansley）
- 羅伯·摩根飾演赫伯特·李察森（Herbert Richardson）
- 提姆·別克·尼爾森飾演拉爾夫·梅耶斯（Ralph Myers）
- 瑞夫·史波（英语：Rafe Spall）飾演湯米·尚龐（Tommy Champan）
- 小歐席亞·傑克森飾演安東尼·雷·辛頓
- 林賽·艾利夫（Lindsay Ayliffe）飾演佛斯特法官（Judge Foster）
- 多明尼克·波札（Dominic Bogart）飾演道格·安斯利（Doug Ansley）
- 海耶斯·默爾庫爾（Hayes Mercure）飾演傑瑞米（Jeremy）
- 凱倫·肯卓克（Karan Kendrick）飾演米妮·麥米利（Minnie McMillian）

## 製作
《不完美的正義》於2015年開始發展，聘請德斯汀·丹尼爾·克雷頓來執導，麥可·B·喬丹將出演該片。2017年12月，華納兄弟收購了該電影的發行權，而在之後進入破產階段。2018年7月，傑米·福克斯加入演出陣容。2018年8月，其他演員相繼加入，包括布麗·拉森、小歐席亞·傑克森和提姆·別克·尼爾森，該片於2018年8月30日在阿拉巴馬州蒙哥馬利開拍。演員多明尼克·波札（Dominic Bogart）、海耶斯·默爾庫爾（Hayes Mercure）及凱倫·肯卓克（Karan Kendrick）於2018年10月確認參演。

## 發行
《不完美的正義》最先於2019年9月6日在多倫多國際影展上舉行全球首映。該片於2019年12月25日在美國進行有限上映，直至2020年1月17日才會廣泛發行。

## 外部連結
- 互联网电影数据库（IMDb）上《不完美的正義》的资料（英文）